# 페라리 F8 트리뷰토
페라리 F8 트리뷰토(영어: Ferrari F8 Tributo)는 페라리에서 2019년부터 2023년까지 생산했던 스포츠카이다.2019년 제네바 모터쇼에서 공개되었다.

## 사양

### 성능
F8 트리뷰토의 성능은 2.9초에 0–100 km/h (0–62 mph), 7.6초에 0–200 km/h (0–124 mph)이며 최고 속도는 340 km/h (211 mph)이다.(실제로 제로백은 2.5초,
최고속도는 358km/h)

## 변형 차종

### 페라리 F8 스파이더
페라리 F8 트리뷰토의 컨버터블 모델이다.상단의 작동 시간은 14초가 걸리며 최대 45 km/h (28 mph)의 속도로 작동한다.  F8 스파이더는 488 스파이더에 비해 뒤쪽으로 이동 한 후방 헌치에 대형 공기 흡입구가 있어 엔진으로의 공기 흐름을 개선한다.

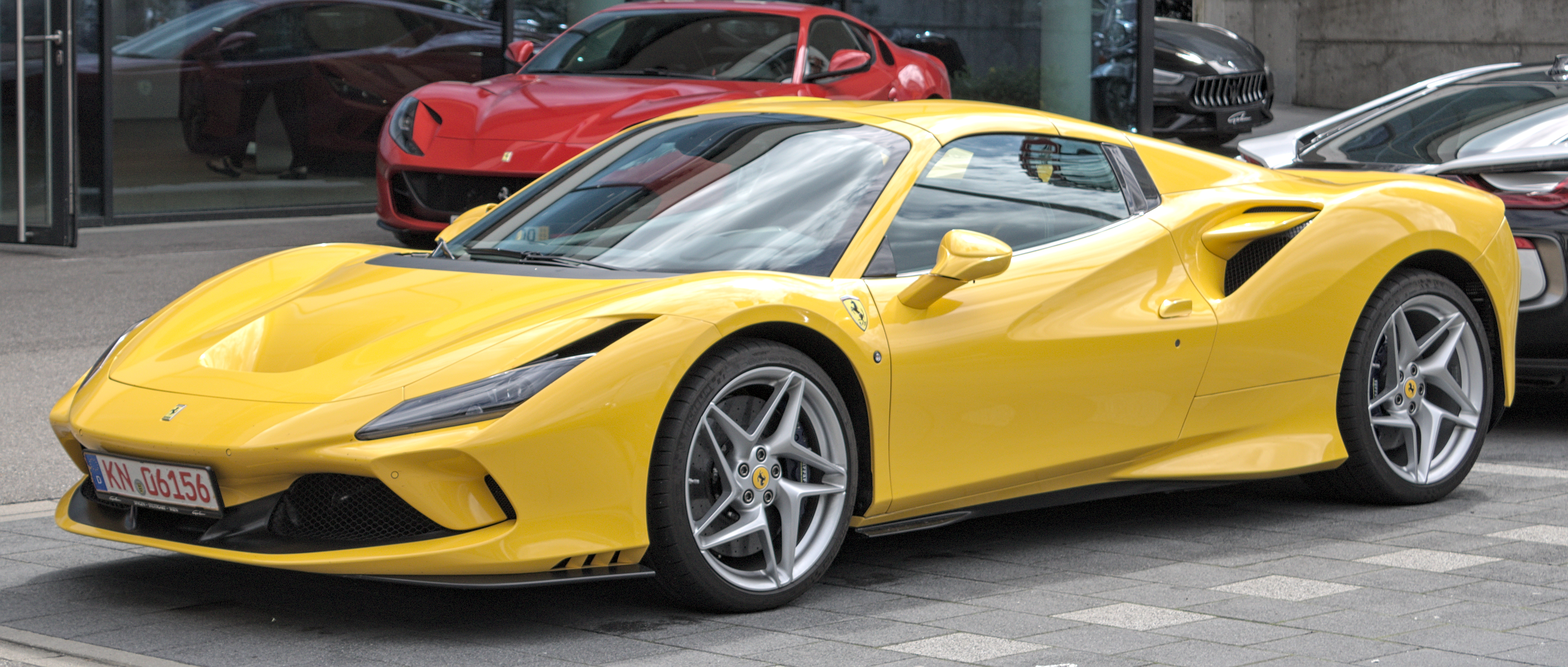
페라리 F8 스파이더의 전방
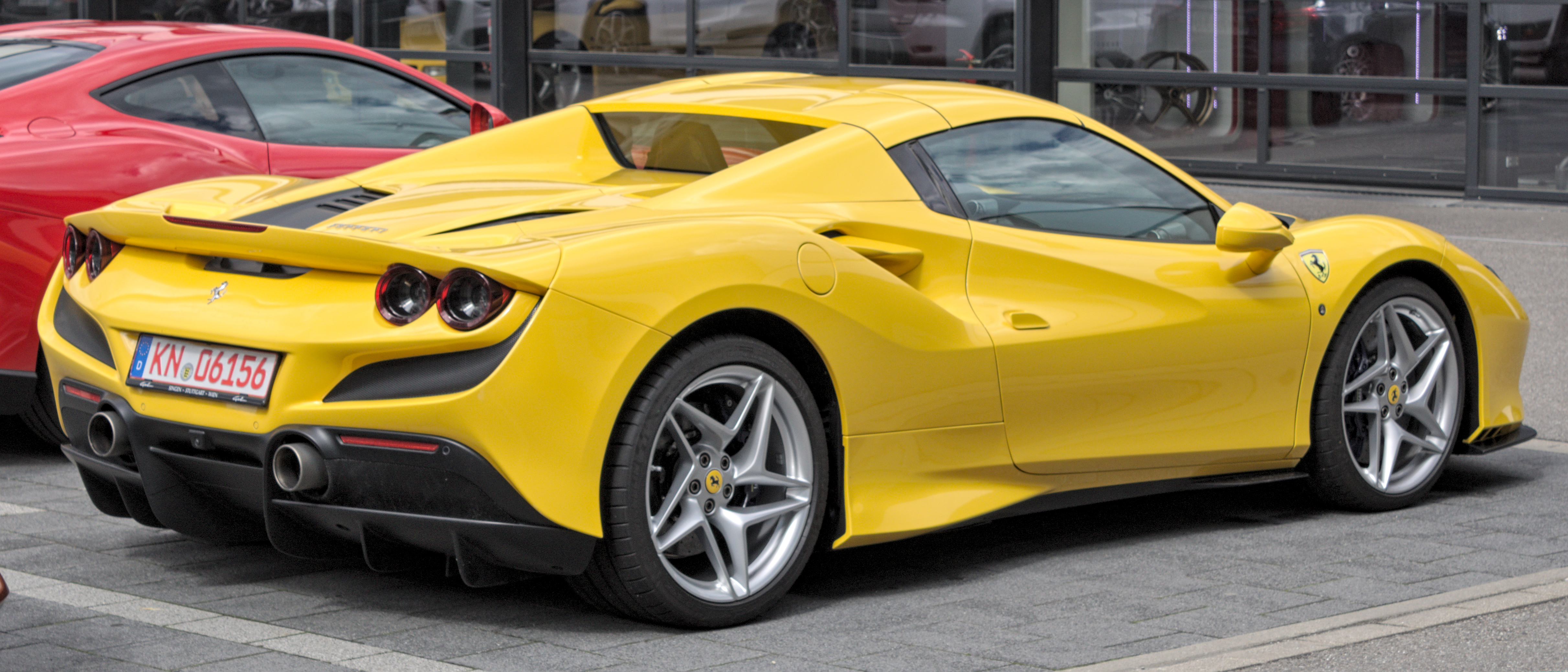
후방

## 원-오프 에디션

### SP48 유니카
미드 마운트된 710bhp 트윈 터보 V8을 포함하여 F8 트리뷰토에서 파생된 역학에서 이름처럼 새롭고 독특한 디자인을 향상시킨다. 차체의 재설계는 각진 프런트 엔드와 랩어라운드 라이트바가 있는 창 없는 대담한 후면을 특징으로 한다.

## 비디오 게임에서의 등장
- 아스팔트 8: 에어본
- 아스팔트 9: 레전드
- 리얼 레이싱 3